# Лобкарёв, Владимир Николаевич
Влади́мир Никола́евич Лобкарёв (род. 17 сентября 1993, Новороссийск, Краснодарский край, Россия) — российский футболист, полузащитник медиафутбольного клуба «Амкал».

## Карьера
Воспитанник школы резерва ФК «Кубань», в интернате клуба оказался с первых дней набора команды «Кубань-1993», где его первым тренером был Евгений Мамедов. В 2011 году был включён в официальную заявку «Кубани», выступал за клуб в турнире молодёжных составов РФПЛ. В сезоне 2012/13 провёл 27 матчей во Втором дивизионе за армавирское «Торпедо», после чего вернулся в «Кубань». В основном составе «Кубани» дебютировал 31 октября 2013 в кубковом матче против рязанской «Звезды», а 12 декабря вышел на поле на 79 минуте выездного матча Лиги Европы против «Валенсии».
В сезонах 2012/13 и 2014/15 выступал на правах аренды за армавирское «Торпедо», с которым в 2015 году стал победителем зоны «Юг» Первенства ПФЛ. В августе 2015 вернулся в «Кубань».
В июле 2018 года перешёл в волгоградский «Ротор», за который отыграл полтора сезона, после чего пополнил состав ставшей носить название города команды из Армавира. Летом 2020 года года перебрался в астраханский «Волгарь». В январе 2021 года покинул астраханскую команду и подписал контракт с «Кубанью». В апреле 2022 года клубом Лобкарёву была вручена памятная футболка с цифром 100 — за 100 проведённых матчей в чемпионатах и первенствах страны за «Кубань». В июне 2023 года покинул «Кубань» и присоединился к медиафутбольной команде «Амкал». В ноябре 2023 года перешёл в «Родину Медиа», в марте 2025 присоединился к команде Broke Boys

## Достижения
- Победитель зоны «Юг» Первенства ПФЛ: 2014/15